# François Weyergans
François Weyergans (* 2. August 1941 in Etterbeek, Region Brüssel-Hauptstadt; † 27. Mai 2019 in Paris) war ein aus Belgien stammender Schriftsteller französischer Sprache sowie Film- und Theaterkünstler.

## Werdegang
Der Sohn eines belgischen Vaters und einer französischen Mutter wollte Filmregisseur werden und ging 1961 an eine Filmhochschule in Paris. Dort schrieb er für das Magazin Cahiers du cinéma und drehte erste, meist dokumentarische Kurzfilme. In den 1970er Jahren entstanden die Spielfilme Maladie mortelle und Couleur chair (u. a. mit Dennis Hopper und Bianca Jagger).
Weil der Erfolg ausblieb, verlegte sich Weyergans auf das Schreiben: 1973 erschien der satirische Roman Le pitre, die Aufbereitung einer Therapie bei dem berühmten Psychoanalytiker Jacques Lacan. Das Buch fand positive Resonanz im französischen Feuilleton und wurde mit dem Prix Roger-Nimier ausgezeichnet.
Mit seinen folgenden Romanen etablierte sich Weyergans als einer der herausragenden Stilisten der französischen Literatur. Sein spielerischer, selbstreflexiver und selbstironischer Erzählstil führte zu Vergleichen mit Laurence Sterne, Jean Paul, aber auch mit Woody Allen. 1997 erschien der halb-autobiographische Roman Franz et François, der ihn auch einem größeren Publikum bekannt machte.
2005 wurde sein Roman Trois jours chez ma mère mit dem berühmtesten französischen Literaturpreis, dem Prix Goncourt, ausgezeichnet. Die Entscheidung sorgte für einige Kontroversen, weil die Jury ihn dem umstrittenen Roman La possibilité d’une île von Michel Houellebecq vorzog. 1992 hatte Weyergans’ Roman La Démence du boxeur bereits den Prix Renaudot erhalten und so war Weyergans einer der Wenigen, die sowohl diesen Preis als auch den Prix Goncourt erhielten (vorher gelang dies schon Philippe Hériat).
Weyergans bezeichnete sich selbst als „Cineasten, der keine Filme dreht“: „Ich ziehe den Roman als Ausdrucksmittel vor. Er ist genauer, subtiler und reichhaltiger als ein Film.“
Am 26. Juli 2009 wurde er in die Académie française gewählt. Er nahm den Fauteuil 32 am 16. Juni 2011 ein.
Weyergans starb im Mai 2019 im Alter von 77 Jahren.

## Werke (Auswahl)
- Salomé 1969 (2005 veröffentlicht)
- Le Pitre 1973
- Les Figurants 1980
- Macaire le Copte 1981
- Le Radeau de la Méduse 1983
- Rire et pleurer 1990 (dt. Weinen und Lachen. Droemer Knaur, München 1992)
- La Démence du boxeur 1992 (dt. ›Der Boxer-Wahnsinn‹. Kiepenheuer, Leipzig 1994)
- Franz et François 1997 (dt. Franz + François. Dumont, Köln 1999) über die Namensähnlichkeit mit seinem Vater
- Trois jours chez ma mère 2005 (dt. Drei Tage bei meiner Mutter. Dumont, Köln 2006)